# Вячеславское водохранилище
Вячеславское водохранилище — один из искусственных водоёмов Казахстана. Расположено в Аршалынском районе Акмолинской области, в верхнем течении р. Ишим (в КНЭ она называется р. Есиль — «Пополняется водами Есиля, Мойылды, талыми водами, атм. осадками»). Площадь водохранилища — 61 км², объём — 0,411 км³, ширина 5,4 км, длина — 11 км, средняя глубина 6,8 м (наибольшая глубина 25 м), средний уровень воды 4 м. Высота над уровнем моря — 403 м.
Осуществляет многолетнее регулирование стока и используется для энергетики и ирригации, обводнения пастбищ и промышленного водоснабжения.
Построено Вячеславское водохранилище, по данным КНЭ, в 1968 году (по другим данным в 1969 году). В 2002 году к водохранилищу для снабжения водой столицы Казахстана Астаны проложен водовод от канала Иртыш — Караганда, который был построен в 1968 году для водообеспечения промышленных районов и сельского хозяйства Центрального Казахстана.
Северные берега отвесные, южные — равнинные, глинистые. Замерзает с октября до середины апреля. Вода пресная, минерализация 0,22— 1,02 г/л.
У водохранилища находятся населенные пункты: Михайловка, Арнасай, Ижевское.

## Ихтиофауна
Водятся щука, сазан, карп, окунь, лещ, линь, плотва, судак и другие виды рыб.

## История названия
Названо по селу Вячеславка, которое было основано в 1960-х годах как рабочий городок гидростроителей водохранилища. Название «Вячеславка» прижилось в честь главного инженера-гидростроителя канала Иртыш-Караганда Юзефович (Jozefowicz) Веслава Болеславовича 24.01.1907 г.р., которого инженеры Гидропроекта на русский манер между собой называли Вячеславом. С 2007 года село переименовано в аул Арнасай.